# Снопово (Владимирская область)
Снопово — упразднённая деревня в Александровском районе Владимирской области России.

## География
Находилась на северо-западе области, в зоне хвойно-широколиственных лесов, на правом берегу реки Серой, в южной части города Александрова.

### Климат
Климат характеризуется как умеренно континентальный, с умеренно тёплым летом, холодной зимой, короткой весной и облачной, часто дождливой осенью. Среднегодовая температура воздуха — +3,4 °C. Годовое количество атмосферных осадков — 549 миллиметров, из которых большая часть выпадает в тёплый период.

## История
В «Списке населенных мест Владимирской губернии по сведениям 1859 года» населённый пункт упомянут как деревня Снопово Александровского уезда, расположенная при реке Серой, в 2 верстах от уездного города. В деревне насчитывалось 20 дворов и проживал 161 человек (72 мужчины и 89 женщин).
По состоянию на 1905 год, в Снопове имелся 21 двор и проживало 174 человека. В административном отношении деревня входила в состав Александровской волости.
В советское время входила в состав Елькинского сельсовета Александровского района. Решением облисполкома № 681 от 27 июля 1982 года вошла в состав Александрова.